# Ареоп-Энап
Ареоп-Энап (наур. Areop-Enap, дословно — «древний паук») — в мифологии микронезийского острова Науру божество, создавшее мир.

## Описание мифа
Согласно представлениям местных жителей, до создания этого мира существовал только Ареоп-Энап и океан. Однажды в поисках еды в кромешной тьме он нашёл огромного моллюска (в некоторых версиях мифа — тридакну). Осмотрев находку со всех сторон, Ареоп-Энап попытался найти в ней щель, чтобы забраться внутрь, однако не нашёл ни одной. Затем он ударил ракушку и посчитал, что внутри пусто. После долгих попыток приоткрыть её створки ему удалось сделать это и залезть внутрь. Тем не менее, внутри оказалось очень тесно и темно, так как ни солнце, ни луна ещё не существовали. 
Надеясь найти что-то внутри, Ареоп-Энап в конце концов нащупал маленькую улитку, которую положил под свою руку и лёг спать, надеясь передать ей часть своей силы. Проспав трое суток, он обнаружил ещё одну улитку, но большую по размерам. После этого он также лёг спать. Проснувшись, он подобрался к первой маленькой улитке и обратился к ней с просьбой раздвинуть створки раковины, чтобы они могли присесть. Улитка согласилась. После этого Ареоп-Энап взял улитку и поместил её в западную сторону раковины, превратив её в луну. Так внутри стало светлее. Благодаря слабому свету Ареоп-Энапу удалось разглядеть большого червя или личинку. Когда он обратился к нему с просьбой ещё шире раздвинуть створки, червь любезно согласился. Сделать это, однако, оказалось очень трудно, поэтому, когда червь раздвигал створки, с него тёк солёный пот, который скапливался в низу раковины и постепенно превратился в море.
Постепенно створки были так широко раздвинуты, что верхняя часть раковины превратилась в небо, однако Риги, червь, так сильно устал, что умер. После этого Ареоп-Энап взял вторую улитку, поместив её в восточную часть раковины и превратив её в солнце. Нижняя же часть раковины стала землёй.